# تپه ترمکچی
تپه ترمکچی مربوط به عصر مس قدیم است و در شهرستان تکاب، بخش تخت سلیمان، دهستان ساروق، روستتای ترمکچی واقع شده و این اثر در تاریخ ۷ اسفند ۱۳۸۵ با شمارهٔ ثبت ۱۷۷۵۱ به‌عنوان یکی از آثار ملی ایران به ثبت رسیده است.